# Southern Combination Football League
Southern Combination Football League, tidigare kallad Sussex County Football League, är en engelsk fotbollsliga som i stort sett täcker grevskapen East Sussex och West Sussex. Ligan grundades 1920 och har sex divisioner – tre för a-lagen och tre för reservlagen. Reservdivisionerna spelar inte i det vanliga ligasystemet.
Toppdivisionen Premier Division ligger på nivå 9 i det engelska ligasystemet. Den är en matarliga till Isthmian Leagues eller Southern Football Leagues regionala ligor, beroende på geografiska hänsyn. För att bli uppflyttad så måste vissa kriterier uppfyllas.

## Mästare sedan 1983
| Säsong  | Division One                  | Division Two                  | Division Three         |
| ------- | ----------------------------- | ----------------------------- | ---------------------- |
| 1983-84 | Whitehawk                     | Portfield                     | East Preston           |
| 1984-85 | Steyning Town                 | Shoreham                      | Oakwood                |
| 1985-86 | Steyning Town                 | Wick                          | Seaford Town           |
| 1986-87 | Arundel                       | Pagham                        | Langney Sports         |
| 1987-88 | Pagham                        | Langney Sports                | Midway                 |
| 1988-89 | Pagham                        | Seaford Town                  | Saltdean United        |
| 1989-90 | Wick                          | Bexhill Town                  | Worthing United        |
| 1990-91 | Littlehampton Town            | Newhaven                      | Ifield                 |
| 1991-92 | Peacehaven & Telscombe        | Portfield                     | Hassocks               |
| 1992-93 | Peacehaven & Telscombe        | Crowborough Athletic          | Withdean               |
| 1993-94 | Wick                          | Shoreham                      | Bosham                 |
| 1994-95 | Peacehaven & Telscombe        | Mile Oak                      | Midhurst & Easebourne  |
| 1995-96 | Peacehaven & Telscombe        | Saltdean United               | Ifield                 |
| 1996-97 | Burgess Hill Town             | Littlehampton Town            | Sidlesham              |
| 1997-98 | Burgess Hill Town             | East Preston                  | Lingfield              |
| 1998-99 | Burgess Hill Town             | Sidley United                 | Oving S C              |
| 1999-00 | Langney Sports                | Sidlesham                     | Bosham                 |
| 2000-01 | Sidley United                 | Southwick                     | Rye United             |
| 2001-02 | Burgess Hill Town             | Rye & Iden United             | Pease Pottage Village  |
| 2002-03 | Burgess Hill Town             | Rye & Iden United             | Midhurst & Easebourne  |
| 2003-04 | Chichester City United        | Littlehampton Town            | Crowborough Athletic   |
| 2004-05 | Horsham Y M C A               | Crowborough Athletic          | Storrington            |
| 2005-06 | Horsham Y M C A               | Oakwood                       | Peacehaven & Telscombe |
| 2006-07 | Eastbourne Town               | Pagham                        | Rustington             |
| 2007-08 | Crowborough Athletic          | East Grinstead Town           | Loxwood                |
| 2008-09 | Eastbourne United Association | Peacehaven & Telscombe        | Clymping               |
| 2009-10 | Whitehawk                     | Rye United                    | Bosham                 |
| 2010–11 | Crawley Down                  | Uckfield                      | Dorking Wanderers      |
| 2011-12 | Three Bridges                 | East Preston                  | Newhaven               |
| 2012-13 | Peacehaven & Telscombe        | Littlehampton Town            | Sidlesham              |
| 2013-14 | East Preston                  | Eastbourne United Association | Langney Wanderers      |
| 2014–15 | Littlehampton Town            | Worthing United               | Southwick              |

## Mästare sedan 2015
2015 ändrade the Sussex County Football League namn till the Southern Combination Football League. Man döpte även om divisionerna till Premier Division, Division One och Division Two.
| Säsong  | Premier Division    | Division One        | Division Two     |
| ------- | ------------------- | ------------------- | ---------------- |
| 2015–16 | Horsham             | Haywards Heath Town | AFC Varndeanians |
| 2016–17 | Shoreham            | Saltdean United     | Bosham           |
| 2017–18 | Haywards Heath Town | Little Common       | Rustington       |
| 2018–19 | Chichester City     | Alfold              | Rustington       |